# Chagosöarna
Chagosöarna (engelska: Chagos Archipelago, Chagos Islands; tidigare: Bassas de Chagas, och senare Oil Islands) är en grupp om sju atoller med över 60 tropiska öar i Indiska oceanen, 500 km söder om Maldiverna.
Ögruppen administreras och hör officiellt till Mauritius. Öarna beboddes av ursprungsbefolkningen ilwa. Befolkningen tvångsförflyttades mellan 1967 och 1973 till Mauritius och Seychellerna eftersom en amerikansk militärbas skulle upprättas på ön Diego Garcia efter avtal med brittiska myndigheter. Sedan 1971 är Diego Garcia obebodd, förutom militär och civil anställd personal.
Administrationen av Chagosöarna är omstridd då Mauritius och Seychellerna gör anspråk på ögruppen. Tre år före Mauritius självständighet överfördes öarna från det mauritiska territoriet till Brittiska territoriet i Indiska oceanen.
I februari 2019 kom Internationella domstolen i Haag med ett rådgivande utlåtande där man uppmanar Storbritannien att överlämna öarna till Mauritius.
FN:s generalförsamling antog en resolution den 22 maj 2019, som beordrade Storbritannien att återlämna ögruppen till Mauritius inom sex månader, vilket skulle göra det möjligt för chagossier att återfå sin mark.
Den 3 oktober 2024 gick Storbritannien med på att överlämna Chagosöarna till Mauritius. Överrenskommelsen undertecknades den 22 maj 2025 av Storbritanniens premiärminister Keir Starmer vid en ceremoni.